# 上品ドライバー
上品ドライバー（じょうひんドライバー 、ELEGANT DRIVER）は、1990年代にフジテレビの深夜帯（JOCX-TV+（プラス））で放送されていた不定期テレビ番組。企画はホイチョイプロダクションである。日産自動車の一社提供だったため、使われるクルマは原則として日産車であったが、例外として輸入車も使われていた。また、CMは番組中で、「ここからCMです」と劇中CMとしてやっていた。このパターンは、のちに日本テレビの「東京ワンダーホテル」「東京ワンダーツアーズ」でも使われた。
初期は上記の通り深夜に放送されていたが、後期には同じ日産提供であった「料理の鉄人」の枠（金曜23:00）で放送されたこともあった。
2007年2月、CS・フジテレビ721で「上品ドライバー1」を除いたシリーズ5作品(2,4,6,8,9)を再放送。ただし、劇中の日産車CMおよびニセ次回作（3,5,7）の予告編はカットされたが、翌月に予告編を含めた「フルスロットル版」が放送された。

## 内容
シリーズ全体を通じて共通する内容は、自動車に関する文化、技術、問題などをもとにしたコメディドラマという点である。日産自動車の提供ではあるが自動車それ自体や、自動車をとりまく環境をおちょくった内容が多く、それでいて内容を通じて自動車に対する理解を得られるという特徴がある。ただし最も新しいものでも1998年の制作であることから、カーナビゲーションといった技術的な分野については今日では通用しない点も見受けられる。
シリーズを通じて出演しているのは俳優の西岡徳馬。作品によって研究家であったり、自動車教習所の教官であったりと役は異なるが、いずれも自動車に詳しく通じているという共通点がある。彼自身が主役の場合もあれば、主人公の周辺人物の場合だったりする。
作品には映画やドラマのパロディと思えるものもある。「教習所」は荒れた学園で生徒を更生させ、学園を立ち直らせるという古典的な学園モノのパロディで、「世田谷経堂迷路」はアポロタクシーの13号車が世田谷で迷子になり遭難するという、ハリウッド映画のアポロ13のパロディとなっている。

## 放送シリーズ

### 上品ドライバー
1992年9月2日放送　テーマ：「車間コミュニケーション」
下品な運転が原因で彼女にふられた青年が、上品ドライバーのもとで上品な運転について学んでいく。
出演
西岡徳馬（上品ドライバー、ブレーキランプ研究家）
阪田マサノブ（上品な運転を学ぶ青年）
ベンガル（ウインカー研究家、ハザード教授）
桜金造（パッシング研究家）
大河内浩（ホーン研究家）
橘ゆかり（上品ドライバーの秘書）
ほか

### 上品ドライバー2
1993年4月1日放送　テーマ：「渋滞」
渋滞が原因で彼女にふられた青年が、上品ドライバーのもとで渋滞について学んでいく。
出演
西岡徳馬（上品ドライバー）
武田真治（渋滞について学ぶ青年）
桜金造（渋滞博士）
渡辺裕之（渋滞ライダー：ミズスマシ男）
田口浩正（渋滞ライダー：裏道男）
ベンガル（渋滞ライダー：お楽しみ男）
橘ゆかり（青年の彼女・日産の回し者）
寺田千穂（上品ドライバーのアシスタント）
ほか
予告編：上品ドライバー3 (93夏劇場公開)　※予告のみで放送なし
Part6の予告にてテーマが「抜け道」と判明
出演：西村雅彦

### 上品ドライバー4
1994年10月6日放送　テーマ：「駐車」
駐車で成功した男が語るサクセスストーリー
出演：西岡徳馬、今井雅之、小木茂光、三浦理恵子　ほか
予告編：上品ドライバー5「SPEED KING」　※予告のみで放送なし
出演：西岡徳馬、山本太郎、高杉亘

### 踊る大上品ドライバー6
1996年1月6日放送　テーマ：「ナビゲーション」
上京した青年とカーナビのミュージカルドラマ
出演：西岡徳馬、伊藤俊人、今村恵子、升毅、筒井真理子、立河宜子、山下裕子、西村雅彦、橘ゆかり　ほか
予告編：上品ドライバー7「AUTOMOBILEの歴史」　※予告のみで放送なし

### 上品ドライバー8
1996年9月27日放送　テーマ：「教習所」 ※このエピソードのみVHS化
舞台はとある自動車学校。落ちこぼれの生徒達全員に免許を取らせるべく立ち上がった上品ドライバーを待ち受けていたものは･･･
出演：西岡徳馬、高橋ひとみ、榊原利彦、八嶋智人、原ひさ子、つぶやきシロー、立河宜子、小木茂光、丹阿弥谷津子ほか
ナレーション：伊武雅刀

### 上品ドライバー9
1998年3月27日放送　テーマ：「世田谷経堂迷路」
世田谷区経堂で遭難したアポロタクシーの13号車を救出する物語
出演：西岡徳馬、萩原聖人、近藤芳正、櫻井淳子、山下容莉枝、高杉亘、岩瀬惠子、石井愃一

## 番組スタッフ
- 企画：石原隆（フジテレビ）
- 企画原案：ホイチョイ・プロダクションズ
- 脚本：小山薫堂
- 技術プロデューサー：石井勝浩（バスク）
- ライン編集：星英樹（アンサーズ）
- 音響効果：志田博英（当時OCBプロ）
- 美術：松沢由之（フジアール）
- プロデューサー：船津浩一
- 演出：本広克行
- スーパーバイザー：酒井雄一郎
- 協力：日産自動車株式会社
- 制作協力：共同テレビ
- 制作著作：フジテレビ

## その他
1993年、同様に日産自動車の一社提供で NISSAN スカイラインスペシャル 『ドライバーズシート』（全4話）が放送され、西岡徳馬が上品ドライバー役で出演した。